# ロボットカーレース
ロボットカーレースとは、無人で運用される自動車（ロボットカー）の開発を競うカーレースである。現在は主に速度で判定して早いゴールインを勝ちとしている。著名なものとしては、DARPAグランド・チャレンジがある。ほかに、ヨーロッパやインドネシア、シンガポール、韓国等でも、自動車の自動運転という意味でのロボットカーレースが行われた。
1987年から1995年までEUREKAプロメテウス計画が実施され、数々の技術が実証された。

## DARPAグランド・チャレンジ
2004年、2005年、2007年に開催された。2007年には市街地を模した環境下で実施された。

## Roborace
2017年-18年のフォーミュラEで人工知能を搭載した自動運転車によるRoboraceのデモ走行が実施されたが、期待からは程遠い結果であった。

## A2RL
2024年4月、アブダビのヤス・マリーナ・サーキットにおいて、ダラーラ・EAV24をベース車両に使用した自動運転車によるレースとして『ABU DHABI AUTONOMOUS RACING LEAGUE』（A2RL）が開催された。4月27日に行われた決勝では、ミュンヘン工科大学（TUM）チームがレースを制している。ただ実際は、予選の単独走行ですらトラブルが多発したほか、4台のマシンで争われた決勝ではレーシングスピードでの走行もままならない状況となり、専門誌からは「（まともなレースのためには）少なくともあと1年は必要」と評されている。同年11月、鈴鹿サーキットで行われるスーパーフォーミュラ最終戦に合わせ、A2RL車両の自律走行や、AI対人間（ダニール・クビアト）の対決が行われた。
日本勢では、TGM Grand Prixが2025年から参戦する意向を示している。